# ムラサキカガミ
『ムラサキカガミ』は、2010年の日本映画である。監督は三原光尋で、主演の紗綾は映画初主演となる。2010年6月5日にイメージフォーラム（渋谷）でロードショー。

## ストーリー
女子テニス部員たちは合宿の為に学校に泊まることになるが、顧問の佐々木紀子から「夜の11時35分、大鏡の前で“紫の鏡”と5回唱えると、焼きただれた少女が現れる」という噂を聞かされる。しかし、神崎美奈子ら1年生部員の宿泊先は大鏡のある旧校舎だった。そして、美奈子たちの周りで不可思議な現象が頻発するが、それはやがて起こる惨劇の序章に過ぎなかった。

## キャスト
- 神崎美奈子（15）：紗綾
- 蒲田絵里（15）：上杉奈央
- 山下睦美（15）：森下まい
- 相田みのり（15）：安岡あゆみ
- 林理沙（17）：岡本奈月
- 石田明子（17）：奥家沙枝子
- 上原優子（17）：井上木綿子
- 車椅子の女：杵鞭麻衣
- 怪女：中村なおみ
- 少女：安藤未理
- 佐藤みどり（16）：土井玲奈
- 橋本尚美（17）：林佳代子
- 10年前登校した生徒：大隈友里香
- 数年後の生徒：伊藤寿賀子
- 生徒：松本さやか
- 生徒：中園彩香
- 佐々木紀子（25）：長澤奈央

## スタッフ
- 監督・脚本：三原光尋
- プロデューサー：小林洋一、村田亮、大垣修也
- 製作：都田和志、三宅容介
- 撮影：西村博光
- 照明：常谷良男
- 録音：小黒健太郎
- 衣装：浜井貴子
- ヘアメイク：前田美沙子
- 特殊メイク・造形：藤原カクセイ
- 音楽：遠藤浩二
- 編集：佐藤崇
- 助監督：武正晴
- 製作担当：篠原大成
- 制作プロダクション：アールグレイフィルム
- 製作：「ムラサキカガミ」製作委員会（エースクルー・エンタテインメント、ポニーキャニオン）
- 配給：日本出版販売